# I Frodes hoved
|  | Denne artikel er oprettet af botten PalnaBot ud fra en ekstern database. Den kan derfor have sproglige fejl eller mangler. Denne skabelon kan fjernes efter kontrol af indholdet. |

I Frodes hoved er en kortfilm fra 2010 instrueret af Christian Juul Mikkelsen efter manuskript af Christian Juul Mikkelsen og Søren Christensen.

## Handling
Bumser. Fest. Lektier. Bryster. Og håret sidder helt forkert. Frode går i 2. g. Han keder sig, og han forstår ingenting i biologi-klassen, selvom det er det fag, Frode har valgt at tage på højniveau. Biologilæreren August er besat af hjernen. Ja, faktisk er han Peter Lund Madsens mentor. August underviser altid om hjernen i biologitimerne. Og Frode fatter ingenting. Han fatter heller ikke, hvem Stinna er. Og kan det virkelig passe, at det er Frode, der har givet Stinna det sugemærke på skulderen? Frode må søge hjælp; i sit hoved! Her bor Lille-Frode! Og her er der et gigantisk univers fuld af skæve karakterer og væsener. Mens tankerne flyver rundt i Frodes hoved, er det nu Lille-Frodes opgave, at få styr på Frodes liv! I Frodes hoved er der aldrig ro!